# Gradski stadion Lapad
Gradski stadion Lapad – stadion sportowy w Dubrowniku, w Chorwacji. Został otwarty w 1919 roku. Obiekt może pomieścić 3000 widzów. Swoje spotkania rozgrywają na nim piłkarze klubu NK GOŠK Dubrovnik. 